# Lacul Sarnen
Lacul Sarnen (germană Sarnersee) este situat în partea centrală a Elveției, în Cantonul Obwald. Pe malurile lacului se află localitățile Sarnen și Sachseln. Are adâncimea maximă de 51 m.